# 相浦一成
相浦 一成（あいのうら いっせい、1962年7月19日 - ）は、日本の経営者。

## 来歴・人物
福岡県出身。福岡県立福岡高等学校を経て、明治大学商学部卒業。
学生時代はラグビーに打ち込んでおり、大学時代は明治大学ラグビー部に所属していた。
1986年、日本アイ・ビー・エムに入社。金融機関担当営業。
2000年、株式会社エムティーアイ（東証プライム上場 9438）がカード・コール・サービス（現GMOペイメントゲートウェイ株式会社：東証プライム上場 3769）の営業権取得時に代表取締役社長に就任、それを機に同社を一新させる。
2005年、東京証券取引所マザーズ市場にGMOペイメントゲートウェイ株式会社上場（2008年より市場第一部、2022年よりプライム市場）。
GMOインターネットグループ株式会社（東証プライム上場 9449）の副社長を兼務。

## 略歴
- 1986年4月 明治大学商学部卒業　日本アイ・ビー・エム入社
- 2000年4月 カード・コール・サービス（現GMOペイメントゲートウェイ）を共同買収　代表取締役社長に就任
- 2003年12月 エムティーアイ取締役
- 2006年3月 GMOインターネット（現GMOインターネットグループ）取締役
- 2011年12月 GMOペイメントゲートウェイ代表取締役CEO
- 2012年12月 GMOペイメントゲートウェイ代表取締役社長
- 2014年3月 GMOインターネット専務取締役グループ決済部門統括
- 2016年3月 GMOインターネット取締役副社長グループ決済部門統括